# Sint-Maartenskerk (Sint-Maartensdijk)
De Sint-Maartenskerk is de dorpskerk van Sint Maartensdijk. Deze oude kerk staat op een afgelegen plaats achter het marktplein. De kerk is in gebruik door de Hersteld Hervormde Gemeente van Sint Maartensdijk.
De Sint-Maartenskerk heeft een driebeukig pseudobasilikaal schip, hetgeen wil zeggen dat de zijbeuken lager zijn dan de middenbeuk en een lichtbeuk ontbreekt, en een hoofdkoor met zijkapel. De toren bestaat uit een witte bergstenen ingang, een bakstenen geleding en een spits met klokkentorentje. De kerk is geheel in gotische stijl.
Al sinds de veertiende eeuw is er sprake van een kerk, maar in de vijftiende eeuw begon men aan de bouw van een grotere kerk. De stenen onderkant van de toren dateert uit de veertiende eeuw.
In de kerk bevinden zich een zeventiende-eeuwse preekstoel met een achttiende-eeuwse trap en onder het negentiende-eeuwse orgel staat een achttiende-eeuwse herenbank waar vroeger de vooraanstaande families zaten. Een van die families was de familie Liens. Leden van deze familie zijn in de kerk begraven en speelden een belangrijke rol in de kerkgeschiedenis van Sint Maartensdijk.